# Presidente da Letônia
 O Presidente da Letónia ( em letão:  Latvijas Valsts prezidents, literalmente "Presidente do Estado"), é chefe de estado e o comandante-em-chefe das Forças Armadas Nacionais da República da Letônia .
O mandato é de quatro anos. Antes de 1919, eram  três anos. Ele ou ela pode ser eleito qualquer número de vezes, mas não mais do que duas vezes seguidas. No caso de vacância no cargo de Presidente, o Presidente do Saeima assume os deveres do Presidente. Por exemplo, após a morte de Jānis Čakste, o Presidente do Saeima, Pauls Kalniņš, agiu brevemente em 1927, antes que um novo presidente pudesse ser eleito.
Ao contrário do seu homólogo estoniano, o papel do presidente da Letónia não é totalmente cerimonial. No entanto, ele não é tão poderoso quanto o presidente da Lituânia. Ao contrário da Estônia, ele compartilha o poder executivo com o gabinete e o primeiro-ministro . No entanto, ele não é politicamente responsável pelo desempenho de suas funções, e todas as ordens presidenciais devem ser referendadas por um membro do gabinete - geralmente o primeiro-ministro.
O nono e atual titular do cargo, e quinto desde a restauração da independência, é Edgars Rinkēvičs que iniciou seu primeiro mandato de quatro anos em 8 de julho de 2023.
A residência oficial do presidente da Letônia é o Castelo de Riga, localizado em Riga, capital da Letônia.

## Lista
| Nome (Nascimento - Morte)                                       | Imagem                  | Mandato                | Mandato                 | Partido politico                                       |
| --------------------------------------------------------------- | ----------------------- | ---------------------- | ----------------------- | ------------------------------------------------------ |
| Jānis Čakste (1859-1927)                                        |                         | 17 de dezembro de 1918 | 14 de novembro de 1922  | Centro Democrata                                       |
| Jānis Čakste (1859-1927)                                        | 14 de novembro de 1922  | 14 de março de 1927    |                         | Centro Democrata                                       |
| Pauls Kalniņš (1872–1945)                                       |                         | 14 de março de 1927    | 8 de abril de 1927      | Partido dos Trabalhadores Social-Democratas da Letónia |
| Gustavs Zemgals (1871 a 1939)                                   |                         | 8 de abril de 1927     | 4 de setembro de 1930   | Centro Democrata                                       |
| Alberts Kviesis (1881-1944)                                     |                         | 4 de setembro de 1930  | 15 de maio de 1934      | Sindicato dos Agricultores da Letónia                  |
| Alberts Kviesis (1881-1944)                                     | 16 de maio de 1934      | 10 de abril de 1936    | Independente            |                                                        |
| Kārlis Ulmanis (1877-1942)                                      |                         | 11 de abril de 1936    | 21 de julho de 1940     | Independente                                           |
| Cargo que ficou vago (21 de julho de 1940 - 8 de julho de 1993) |                         |                        |                         |                                                        |
| Anatolijs Gorbunovs (1942-)                                     |                         | 21 de agosto de 1991   | 13 de fevereiro de 1993 | Frente Popular da Letónia                              |
| Anatolijs Gorbunovs (1942-)                                     | 13 de fevereiro de 1993 | 8 de julho de 1993     | Latvian Way             |                                                        |
| Guntis Ulmanis (1939-)                                          |                         | 8 de julho de 1993     | 8 de julho de 1999      | Sindicato dos Agricultores da Letónia                  |
| Vaira Vīķe-Freiberga (1937-)                                    |                         | 8 de julho de 1999     | 8 de julho de 2007      | Independente                                           |
| Valdis Zatlers (1955-)                                          |                         | 8 de julho de 2007     | 8 de julho de 2011      | Independente                                           |
| Andris Bērziņš (1944–)                                          |                         | 8 de julho de 2011     | 8 de julho de 2015      | União dos Verdes e dos Agricultores                    |
| Raimonds Vējonis(1966-)                                         |                         | 8 de julho de 2015     | 8 de julho de 2019      | Partido Verde Letão                                    |
| Egils Levits(1955-)                                             |                         | 8 de julho de 2019     | 8 de julho de 2023      | Independente                                           |
| Edgars Rinkēvičs(1973-)                                         |                         | 8 de julho de 2023     |                         | Unidade                                                |

## Ex-presidentes vivos
Há 7 ex-presidentes da Letônia vivos: 

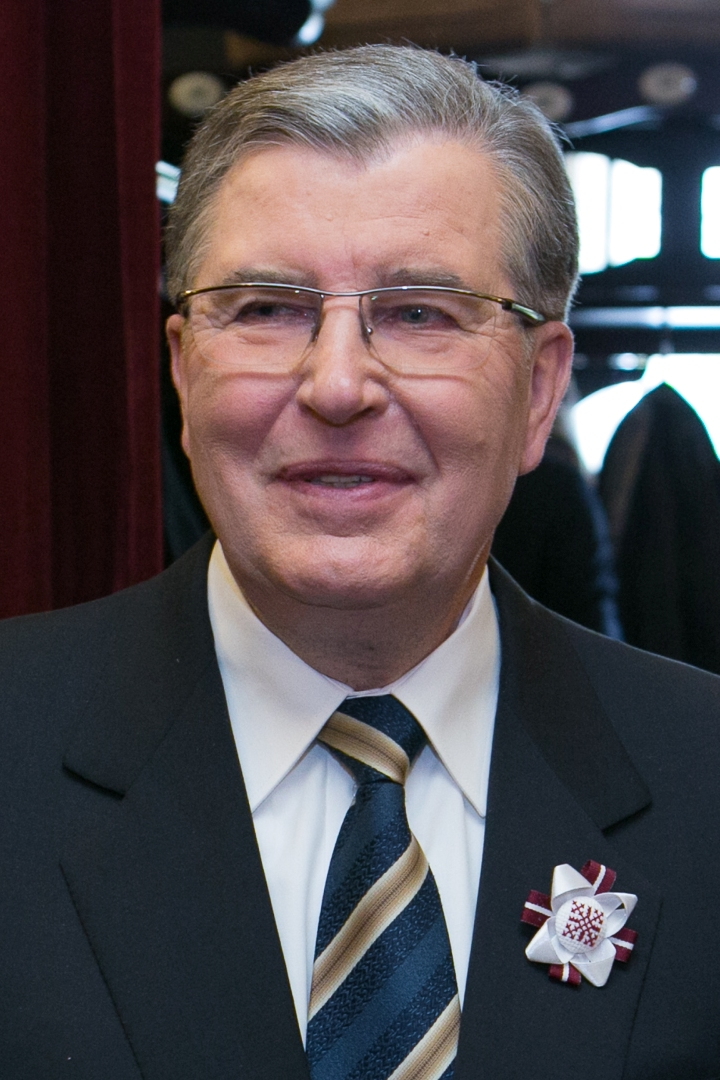
Anatolijs Gorbunovs (1990–1991) 10 de fevereiro de 1942 (83 anos)
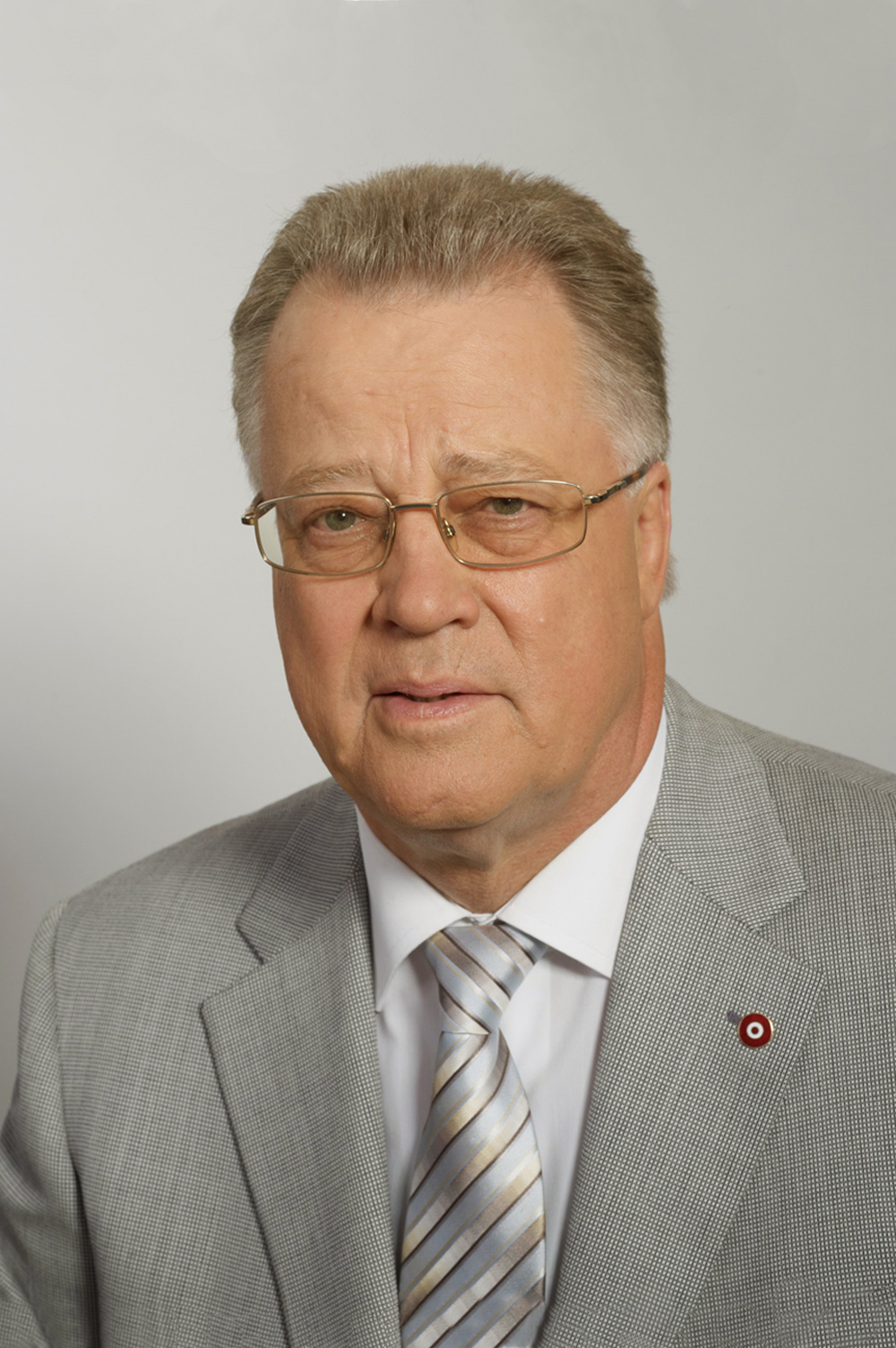
Guntis Ulmanis (1991-1999) 13 de setembro de 1939 (85 anos)
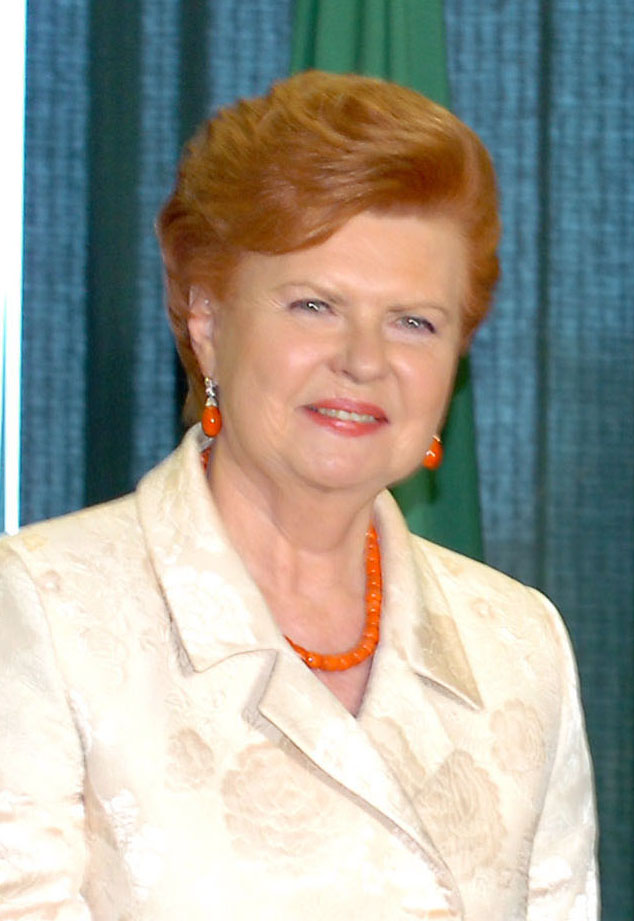
Vaira Vīķe-Freiberga (1999–2007) 1 de dezembro de 1937 (87 anos)
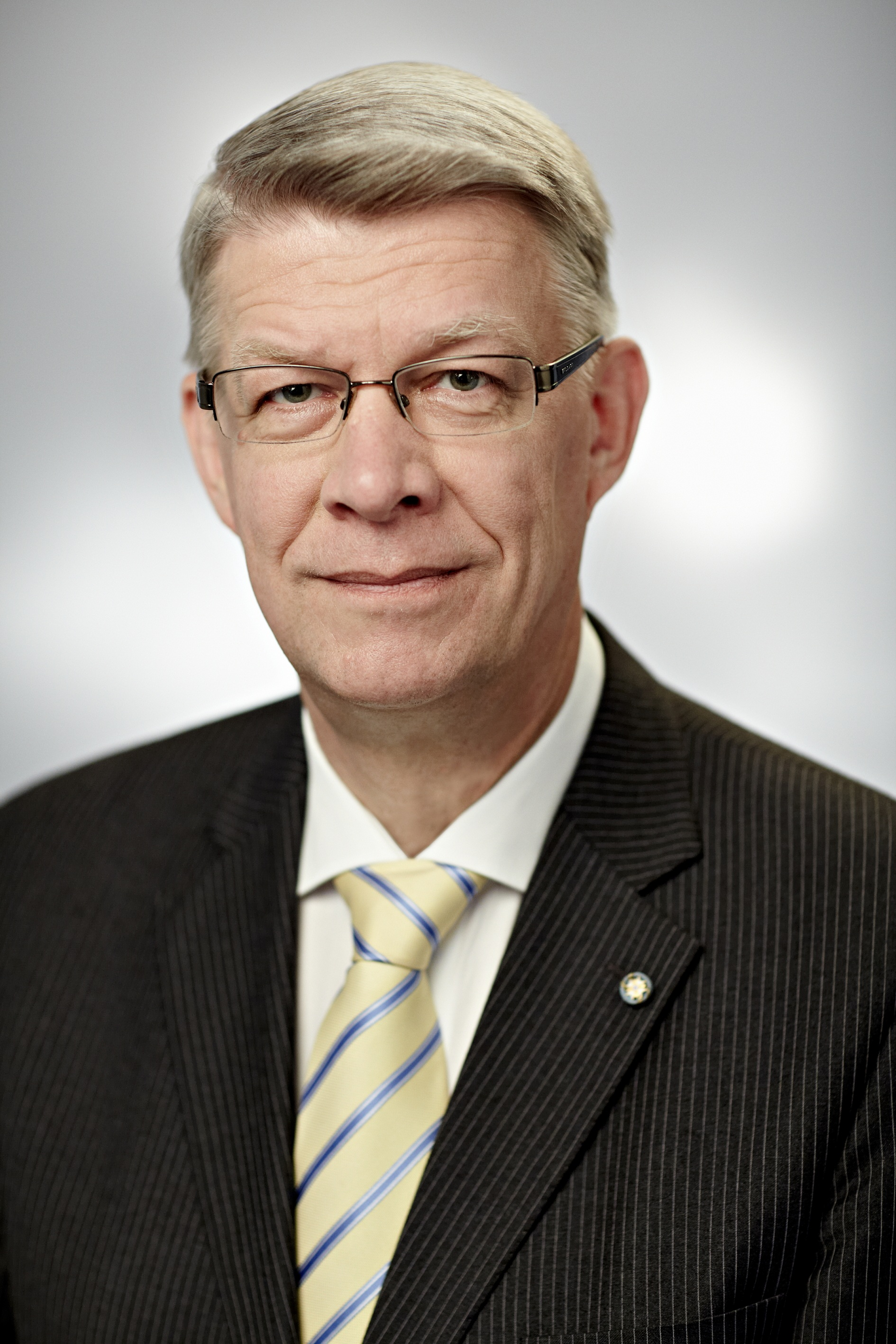
Valdis Zatlers (2007–2011) 22 de março de 1955 (69 anos)
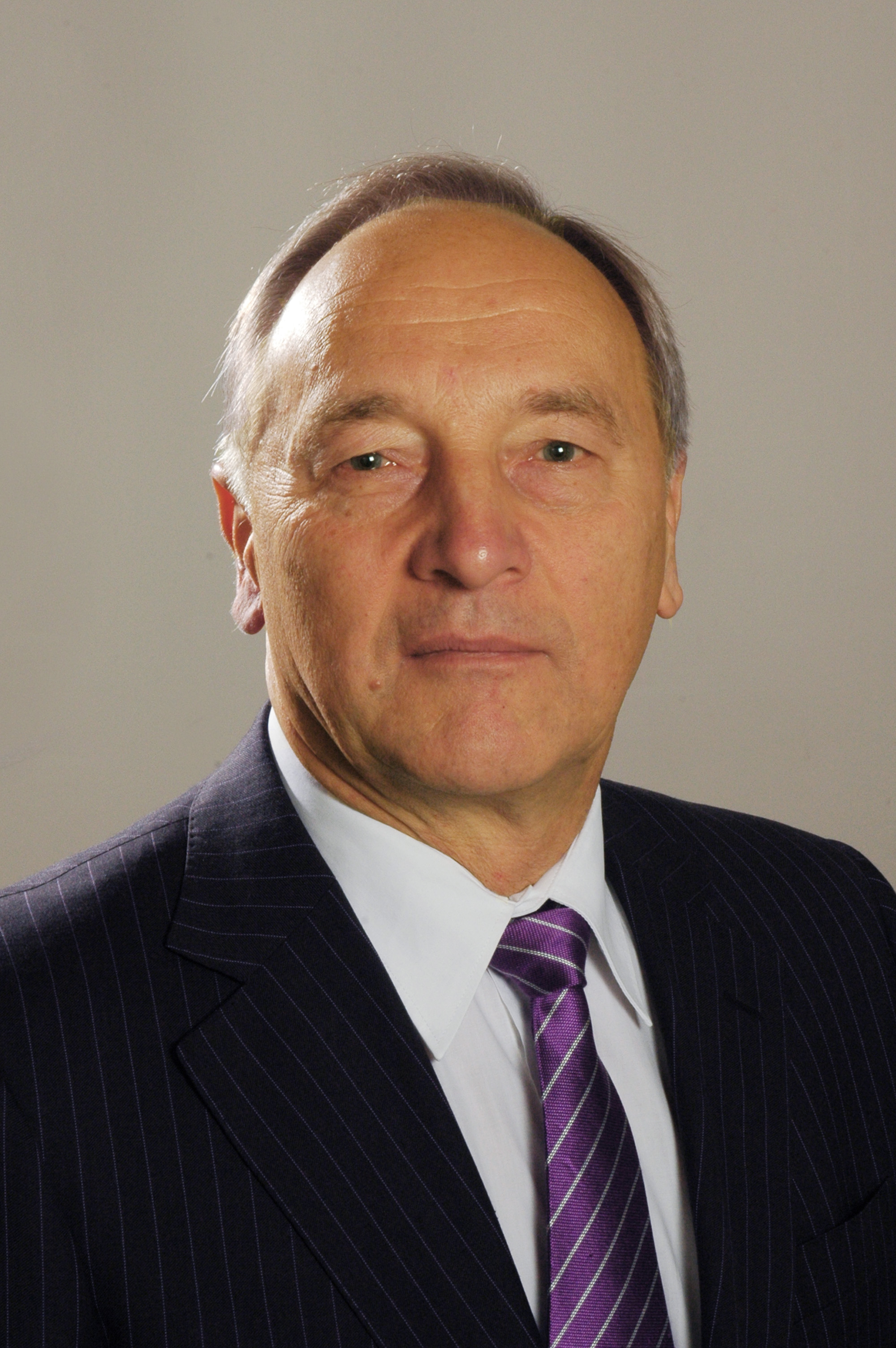
Andris Bērziņš (2011–2015) 10 de dezembro de 1944 (80 anos)
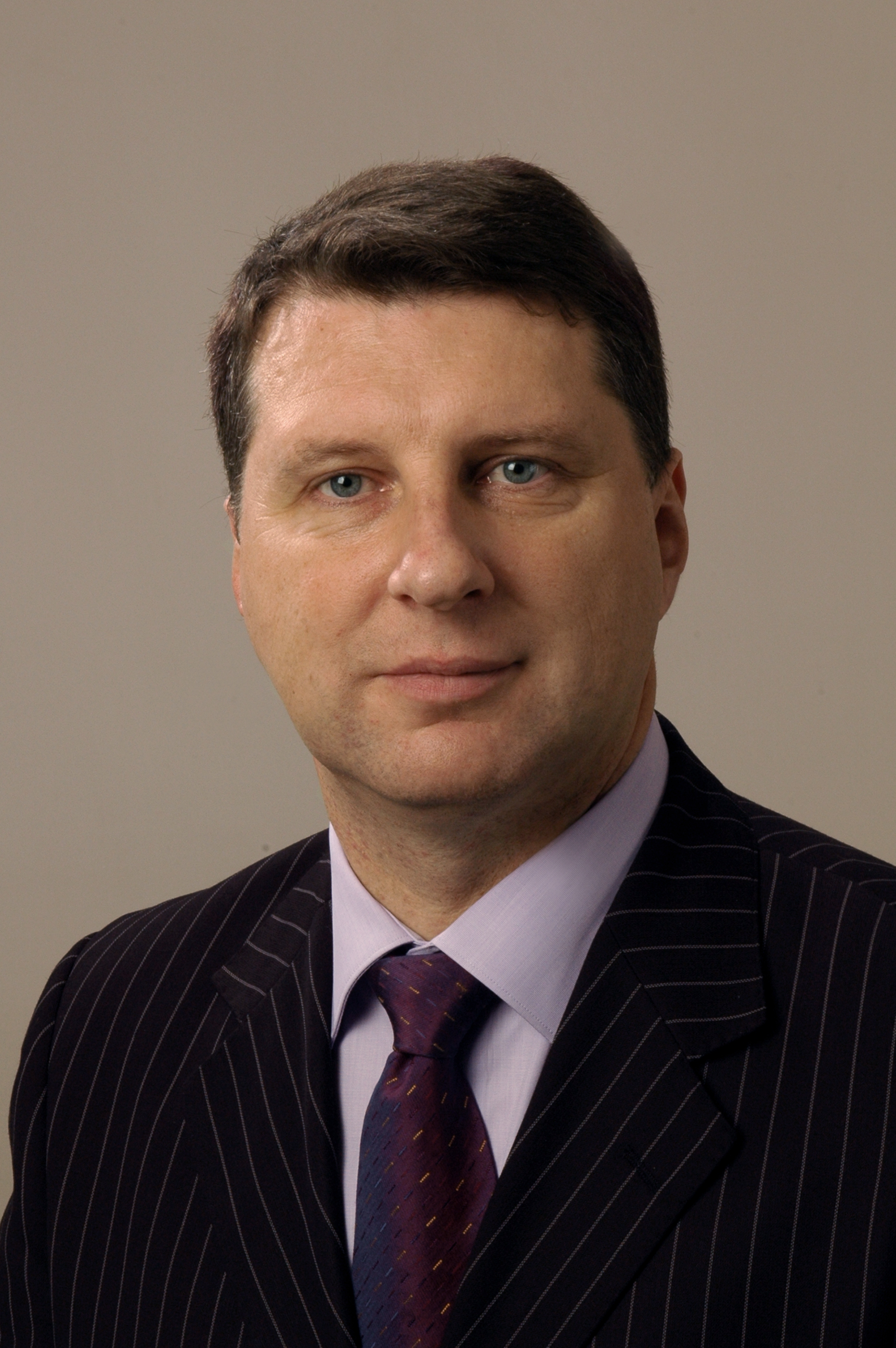
Raimonds Vējonis (2015–2019) 15 de junho de 1966 (58 anos)
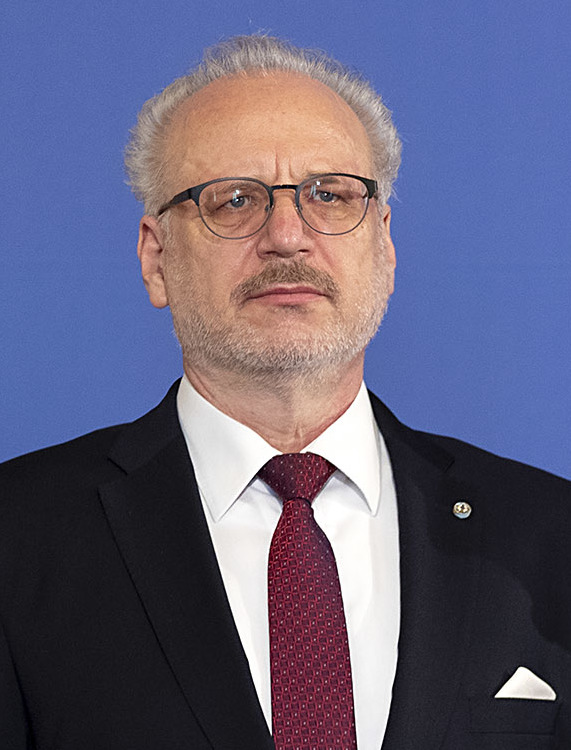
Egils Levits (2019–2023) 30 de junho de 1955 (69 anos)